# Iwo Petrow
Iwo Ljubenow Petrow (bulgarisch Иво Любенов Петров) (* 9. März 1948) ist ein bulgarischer Diplomat.

## Leben
Er studierte an der Technischen Universität Sofia Maschinenbau und Elektrotechnik. 1974 trat er in den diplomatischen Dienst Bulgariens ein. Von 1982 bis 1984 absolvierte er die Diplomatische Akademie in Moskau. Von 1986 bis 1990 war er in der bulgarischen Botschaft in der Bundesrepublik Deutschland in Bonn eingesetzt. 1993 übernahm er die Funktion als bulgarischer Botschafter bei den Vereinten Nationen in Wien. Zugleich vertrat er sein Land dort bei der OSZE und weiteren internationalen Organisationen. Petrow kehrte 1998 nach Bulgarien zurück und leitete im bulgarischen Außenministerium die Abteilung für europäische Integration. Ab dem 20. September 1999 war er Sonderbeauftragter der Vereinten Nationen für Tadschikistan und Leiter der Beobachtermission der Vereinten Nationen in Tadschikistan (UNMOT). Ab 2002 war er wieder in Wien als Botschafter bei den Vereinten Nationen, der OSZE und weiteren Organisationen. 2005 wurde er stellvertretender Sonderbeauftragter des Generalsekretärs der Vereinten Nationen für die Beobachtermission in Georgien.
Petrow wurde dann bulgarischer Botschafter in Berlin in Deutschland. 2011 wurde er nach Vorwürfen, er habe in der Zeit der sozialistischen Diktatur für die bulgarische Staatssicherheit gearbeitet, zurück nach Bulgarien beordert. Insgesamt betrafen die Enthüllungen 117 bulgarische Diplomaten.